# Pajarito (Boyacá)
Pajarito es un municipio colombiano ubicado en la provincia de La Libertad, en el departamento de Boyacá. Se encuentra aproximadamente a 176 km de la ciudad de Tunja, capital del departamento, y a 343 km de Bogotá, la capital del país.

## Toponimia
El topónimo «Pajarito» proviene de la unión de varios vocablos indígenas: Pa «Padre», Ja «Carga» y rito «Perro».

## Historia
Según la tradición oral de los pobladores, el municipio fue fundado por soldados desertores del ejército patriota, quienes utilizando la costumbre tradicional virreinal ubicaron un lugar donde se facilitara el acceso al agua y la adquisición de sal. También se manifiesta que fue fundado por indígenas de la tribu Golcondense. Esta tribu estaba integrada por personas de pequeña estatura, patizambos, hábiles cazadores y agricultores especialmente del maíz. La fecha oficial de fundación fue el 1 de enero de 1853.
Durante la campaña libertadora el municipio fue uno de los corredores del ejército libertador en dirección al centro del país.
Por pruebas escritas el municipio tuvo sede militar y fue gobernado por alcaldes militares. La iglesia católica ha estado mantenida por el Vicariato Apostólico de Casanare, que aún existe.

## Geografía
Por su ubicación geográfica, topográfica y geológica, el casco urbano de Pajarito se encuentra muy limitado físicamente en sus posibilidades de expansión. Geomorfológicamente, es un pequeño valle rodeado por laderas fuertemente escarpadas afectadas por movimientos en masa en el costado occidental y la dinámica del río Cusiana en el sector oriental. Estos fenómenos limitan el crecimiento y desarrollo del casco urbano.
Geológicamente, la zona es inestable, susceptible a la presencia de derrumbes, especialmente en los cerros del costado occidental, en la margen del río; su conformación hace que sea sometida a la constante erosión del terreno.
El municipio está ubicado en la zona del piedemonte llanero de la cordillera Oriental. Existen varias montañas, con algunos accidentes geográficos como las Cuchillas de Alta Gracia, Guamara y Las Lisas. Existe territorio en pisos térmicos frío, medio y cálido. El área del municipio está surcada por el río Cusiana y quebradas menores.

### Límites
| Noroeste: Aquitania                                 | Norte: Límite entre Aquitania y Labranzagrande  | Nordeste: Labranzagrande                              |
| Oeste: Límite entre Aquitania y Recetor ( Casanare) |                                                 | Este: Límite entre Labranzagrande y Yopal ( Casanare) |
| Suroeste: Recetor ( Casanare)                       | Sur: Límite entre Recetor y Aguazul ( Casanare) | Sureste: Aguazul ( Casanare)                          |

### Datos del municipio
- Extensión total:
- Extensión área urbana:
- Extensión área rural:
- Población: 2,168
- Cabecera: 875
- Resto: 1293
- Altitud de la cabecera municipal (metros sobre el nivel del mar): 800 m s. n. m.
- Temperatura media: 24 °C
- Distancia de referencia: 176 km de Tunja, capital de Boyacá.

### División Político-Administrativa
Aparte de su Cabecera municipal, tiene bajo su jurisdicción los siguientes centros poblados Corinto y Curisí
Además, el municipio está compuesto con las siguientes veredas: Monserrate, Usamena, Sabanalarga, Magavita, Jotas, Miraflores, Huerta Vieja, La Sabana, Quebradanegra, Peñalta.

## Economía
El subsistema económico está conformado por las estructuras organizativas y productivas del municipio de Pajarito que mediante su actividad económica logran satisfacer el consumo local y de municipios vecinos.
La actividad económica consiste en la prestación de bienes y servicios en los sectores primarios, secundarios y terciarios de la economía municipal:
Sector primario: lo conforma la agricultura, ganadería, silvicultura, caza y pesca.
Sector secundario: se compone de los subsectores de industria y manufactura.
Sector terciario: está constituido por la oferta de servicio de comercio, banca y gobierno.
Sector externo: es la vinculación del municipio con otros municipios del país.
En el municipio de Pajarito la actividad económica fundamental es la desarrollada en su sector primario, la cual tiene una organización en forma de Sistema de Economía Campesina, SEC.
Este SEC se caracteriza por estar compuesto por 3 subsistemas:
- El hogar, la finca y la extrafinca.
- El hogar está constituido por la casa de habitación y la familia.
- El subsistema finca es la superficie de tierra cultivable o explotable con ganadería, agricultura y silvicultura.

El subsistema extrafinca lo constituyen actividades de agroindustria, artesanales o mercantiles, de transporte que constituyen ingresos adicionales al SEC.
El municipio de Pajarito es agrícola y ganadero. Existe producción de café, maíz, caña de azúcar, yuca, fríjol y papa.  Existen hatos ganaderos. Existen fuentes termales a sus alrededores

## Movilidad
El casco urbano de Pajarito se encuentra ubicado sobre la Vía del Cusiana, vía que conecta a la Ruta Nacional 55 en Duitama con la 62. Cuenta con una vía muy transitada aunque en regular estado, pero con una buena cantidad de tráfico vehicular, hacia Yopal por la 65 se tiene la presencia de varias empresas de transporte de pasajeros que realizan el itinerario varias veces al día y durante la noche a partir de que la seguridad nacional mejoró.
La Ruta Nacional 62 (Carretera de Cusiana) atraviesa a la unidad de norte a sur por la parte central, siguiendo la margen derecha del río del mismo nombre, siendo esta una de las fortalezas de la unidad, que si no fuera por lo difícil de la topografía y los procesos geomorfológicos denudativos que amenazan la población y sus actividades económicas, los excedentes de los productos agropecuarios, tendrían fácil acceso a los mercados de los núcleos urbanos de mayor jerarquía.
La accesibilidad a los diferentes sectores de las veredas, que de alguna forma han sido intervenidos por el hombre, es mediante caminos de herradura. Es de resaltar algunos caminos y carreteables de orden municipal que han sido de importancia para el desarrollo socioeconómico de la unidad, entre ellos tenemos:
El camino que comunica la parte oriental del municipio de Labranzagrande con la carretera del Cusiana, pasando por la vereda de Sabanalarga, Peñalta y Huertavieja.

## Turismo
La principal atracción turística es el salto de Candelas, considerado la quinta caída de agua más alta de Colombia.